# Acer hypoleucum
Acer hypoleucum é uma espécie de árvore do gênero Acer, pertencente à família Aceraceae.